# دل‌شکسته (فیلم)
دل‌شکسته فیلمی به کارگردانی و نویسندگی علی روئین‌تن و تهیه‌کنندگی مجید اسماعیلی محصول سال ۱۳۸۶ است.

## خلاصهٔ فیلم
دلشکسته داستان دلبستگی دو جوان با طرز فکر متفاوت و از دو خانوادهٔ مختلف است (یکی خانوادهٔ شهید و مذهبی و دیگری خانواده‌ای غیرمذهبی) که مجبور می‌شوند به اصرار استادشان به یکدیگر پایان‌نامه بدهند بدین منظور برای آشنا کردن هم دیگر از جهان‌های خود دوستان یکدیگر را به هم نشان می‌دهند و این باب آشنایی بیشتر آن‌ها می‌شود ….

## جزئیات
این فیلم در پردیس کشاورزی دانشگاه تهران واقع در کرج فیلمبرداری شده است.